# Cuthred (Wessex)

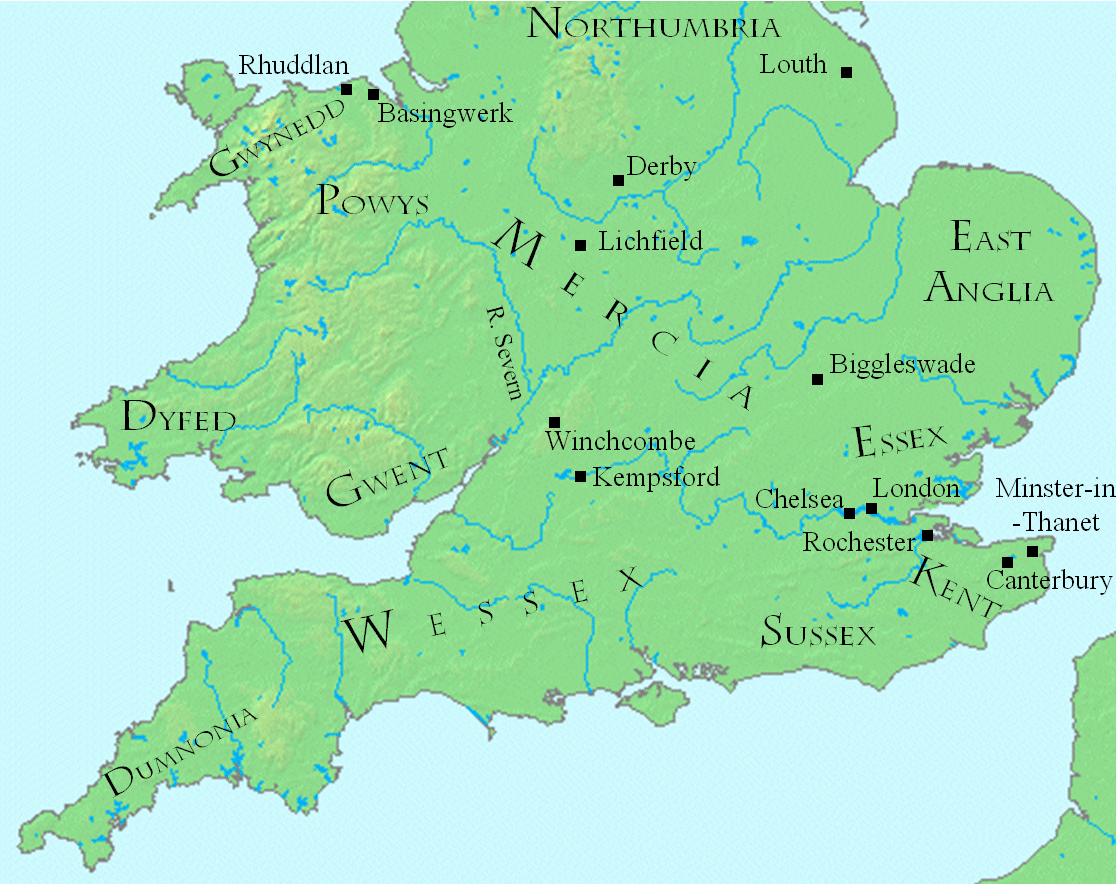
England zur Zeit Cuthreds

Cuthred (auch Cuthrid, Cuðred, Cuþred, Cuþræd, Cuthredus; † 756) war in den Jahren 740 bis 756 König des angelsächsischen Königreichs Wessex.

## Leben

### Familie
Cuthred stammte aus dem Haus Wessex, doch sind seine Eltern unbekannt.
Sein Vorgänger Æthelheard wird in der Angelsächsischen Chronik allgemein als sein Verwandter bezeichnet, während Symeon von Durham, ein Chronist des 12. Jahrhunderts, ihn als Bruder ansieht. Wahrscheinlich waren beide sehr eng miteinander verwandt; möglicherweise war Æthelheard sein Vater.
Sein Nachfolger Sigeberht war vielleicht sein Sohn.

### Herrschaft
Cuthred erscheint erstmals in einer Charta seines Vorgängers Æthelheard im Jahr 739. Cuthreds Unterschrift steht direkt nach der Æthelheards und vor dem „signum“ von Königin Frithugyth. Diese herausgehobene Position lässt ihn als designierten Nachfolger Æthelheards erscheinen. König Æthelheard starb um das Jahr 740 und sein Verwandter Cuthred wurde Nachfolger als König.
Wessex befand sich zur Zeit Cuthreds zunächst in einer Phase der Schwäche und stand zu dieser Zeit klar im Schatten des mächtigen Nachbarn Mercia unter König Æthelbald. Das Ausmaß der mercischen Oberherrschaft ist jedoch unklar. Ob Cuthred Im Jahr 743 mit Æthelbald in den Kämpfen gegen die Waliser zur Heeresfolge verpflichtet war oder ein Bündnis eingegangen war, wurde nicht überliefert. Jedenfalls bestätigte Æthelbald ein Charta Cuthreds, in der dieser 744 Land in Somerset (Wessex) an Glastonbury Abbey verkaufte.
Auch als Cuthred 745 alte Privilegien der Abtei erneuerte, war Æthelbalds Zustimmung erforderlich. Zudem war Wessex von inneren Auseinandersetzungen erschüttert, denen 748 der Ætheling (etwa „Prinz“) Cynric zum Opfer fiel und die 750 in einen Aufstand unter Führung von Æthelhun mündeten, der aber erfolglos blieb. In beiden Vorfällen werden Versuche zum Sturz Cuthreds gesehen.
Wessex scheint ab 749 eine weitgehende Autonomie gegenüber Mercia gewonnen zu haben. Cuthred stellte Chartas aus, die nicht mehr von Æthelbald autorisiert wurden. Um diese Zeit gelangten auch Somerset und Wiltshire wieder unter die Kontrolle von Wessex. Um 750 rebellierte Cuthred gegen Æthelbald von Mercia, der mit dem Piktenkönig Óengus I. verbündet war. Es kam zu mehreren Schlachten. 752 lehnte sich Cuthred erneut gegen Æthelbald von Mercia auf. Schließlich gelang es Cuthred die Mercier bei Beorgforda (Burford, Oxfordshire) in die Flucht zu schlagen. Damit konnte Cuthred den mercischen Einfluss offenbar vollständig ablegen. Im Jahre 753 kam es offenbar zu Kämpfen gegen die Briten in Cornwall, deren Ausgang unbekannt ist. Cuthred starb 756; Nachfolger wurde sein Verwandter Sigeberht.